# Bộ tản nhiệt laptop

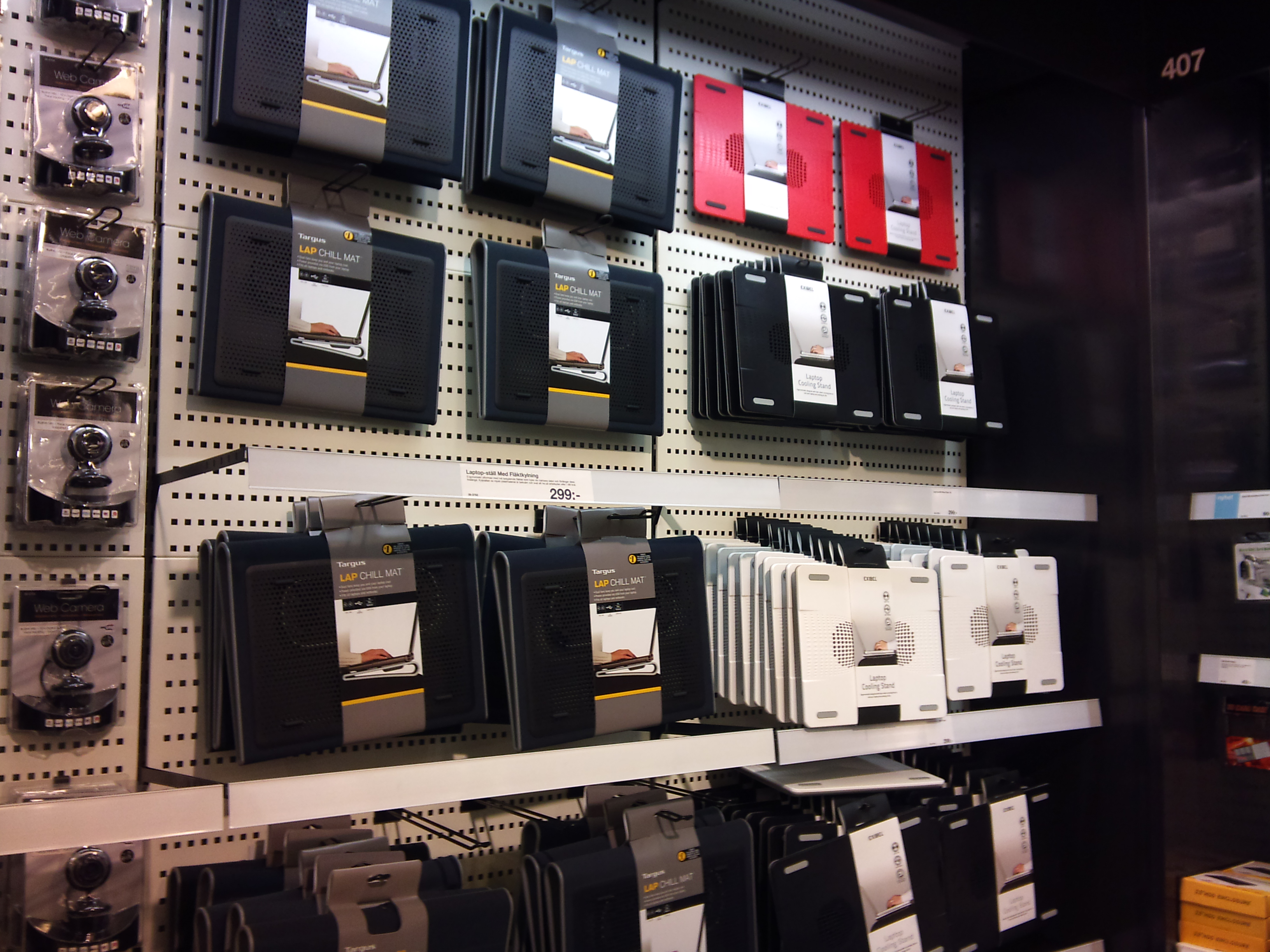
Các loại tản nhiệt laptop khác nhau được bày bán trong 1 cửa hàng điện tử

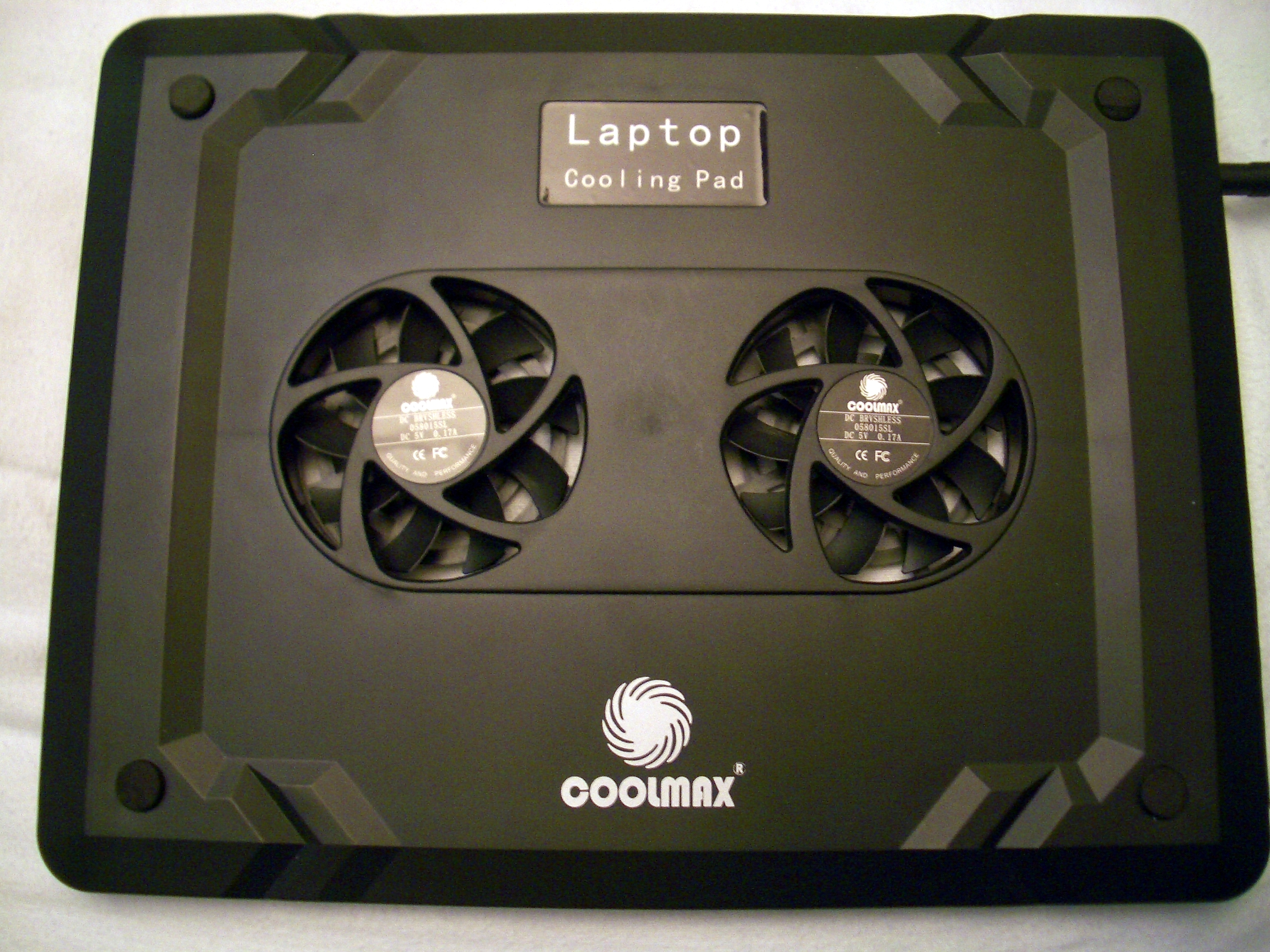
Bộ tản nhiệt Laptop với 2 quạt nhỏ 2 bên, nguồn là cổng USB cắm vào laptop.

Bộ tản nhiệt Laptop hay còn gọi là quạt laptop hay Đế tản nhiệt laptop (tiếng Anh là cooler pad hay chill mat) là bộ phận cần thiết để làm giảm nhiệt độ của laptop trong trường hợp quạt tích hợp trong laptop bị hỏng hoặc không đủ công suất làm mát laptop. Tùy theo loại, quạt tản nhiệt máy tính xách tay có thể là loại 1 quạt lớn, loại 2 quạt nhỏ ở hai bên hoặc loại 3 quạt, 4 quạt. Đế của bộ tản nhiệt tiếp xúc với máy tính thường làm bằng nhựa hoặc kim loại (thép) để sự tản nhiệt nhanh hơn.

## Bộ tản nhiệt chủ động
Các bộ tản nhiệt chủ động dùng các quạt nhỏ để tạo ra các luồng không khí làm mát laptop, thường đặt ở dưới laptop, nơi nóng nhất của laptop. Các bộ tản nhiệt dùng nguồn năng lượng điện đa số từ máy tính thông qua dây cáp nối từ cổng USB, đôi khi cũng có bộ tản nhiệt dùng năng lượng điện từ ổ cắm. Những đế tản nhiệt này hiệu quả không được cao, nó chỉ giúp laptop giảm từ 1-2 độ C. 

## Bộ tản nhiệt thụ động
Các bộ tản nhiệt này không sử dụng năng lượng mà dùng hợp chất muối hữu cơ để tản nhiệt , thường giới hạn tác dụng từ 6 đến 8 tiếng. Một số bộ tản nhiệt làm bằng thép tản nhiệt giúp tản nhiệt rất nhanh.